# 州立體育中心
州立體育中心是一座位於澳洲新南威爾斯州雪梨的綜合體育館。2000年夏季奧林匹克運動會跆拳道和桌球賽事於此舉行。共有3854個固定式可伸縮座椅，它為雪梨奧林匹克公園體育中心的焦點。額外的1152個便攜式座椅可容納在地面層。

## 外部連結
- 州立體育中心
- 雪梨奧林匹克公園體育中心 at Austadiums